# Parotis fallacialis
Parotis fallacialis là một loài bướm đêm trong họ Crambidae.